# Nagercoil
Nagercoil é uma cidade no estado indiano de Tamil Nadu. A cidade também é a sede administrativa do distrito de Kanyakumari. 